# Stazione meteorologica di Bergamo Orio al Serio
La stazione meteorologica di Bergamo Orio al Serio è la stazione meteorologica di riferimento per il Servizio Meteorologico dell'Aeronautica Militare e per l'Organizzazione Mondiale della Meteorologia, relativa alla città di Bergamo e alla corrispondente area delle Prealpi lombarde.

## Caratteristiche
La stazione meteorologica, gestita dall'ENAV, si trova nell'Italia nord-occidentale, in Lombardia, nei pressi della città di Bergamo, all'interno dell'aeroporto di Orio al Serio, a 237 metri s.l.m. e alle coordinate geografiche 45°40′34.23″N 9°42′12.12″E.

## Medie climatiche ufficiali

### Temperature 1981-2010
Le temperature medie minime e massime del trentennio 1981-2010 sono le seguenti: 
| Bergamo Orio al Serio (1981-2010) | Mesi | Mesi | Mesi | Mesi | Mesi | Mesi | Mesi | Mesi | Mesi | Mesi | Mesi | Mesi | Stagioni | Stagioni | Stagioni | Stagioni | Anno |
| Bergamo Orio al Serio (1981-2010) | Gen  | Feb  | Mar  | Apr  | Mag  | Giu  | Lug  | Ago  | Set  | Ott  | Nov  | Dic  | Inv      | Pri      | Est      | Aut      | Anno |
| --------------------------------- | ---- | ---- | ---- | ---- | ---- | ---- | ---- | ---- | ---- | ---- | ---- | ---- | -------- | -------- | -------- | -------- | ---- |
| T. max. media (°C)                | 7,0  | 9,0  | 13,7 | 17,2 | 22,6 | 26,8 | 29,2 | 28,7 | 23,8 | 18,3 | 11,8 | 7,6  | 7,9      | 17,8     | 28,2     | 18,0     | 18,0 |
| T. min. media (°C)                | −0,8 | 0,0  | 3,8  | 7,5  | 12,3 | 15,9 | 18,3 | 18,1 | 14,4 | 10,0 | 4,5  | 0,2  | −0,2     | 7,9      | 17,4     | 9,6      | 8,7  |

### Dati climatologici 1971-2000
In base alle medie climatiche del trentennio 1971-2000, le più recenti in uso, la temperatura media del mese più freddo, gennaio, è di +2,8 °C, mentre quella del mese più caldo, luglio, è di +22,8 °C; mediamente si contano 61 giorni di gelo all'anno e 22 giorni annui con temperatura massima uguale o superiore ai 30 °C. Nel trentennio esaminato, i valori estremi di temperatura sono i +39,0 °C del luglio 1983 e i -15,0 °C del gennaio 1985 (valore però superiore ai -20,1 °C del febbraio 1956).
Le precipitazioni medie annue si attestano a 1.103 mm, mediamente distribuite in 90 giorni, con minimo relativo in inverno, picco massimo in autunno e massimo secondario in estate per gli accumuli totali stagionali.
L'umidità relativa media annua fa registrare il valore di 71,2% con minimo di 67% a marzo e massimo di 78% a dicembre; mediamente si contano 48 giorni all'anno con episodi nebbiosi.
Di seguito è riportata la tabella con le medie climatiche e i valori massimi e minimi assoluti registrati nel trentennio 1971-2000 e pubblicati nell'Atlante Climatico d'Italia del Servizio Meteorologico dell'Aeronautica Militare relativo al medesimo trentennio.
| Bergamo Orio al Serio (1971-2000) | Mesi         | Mesi         | Mesi        | Mesi        | Mesi        | Mesi        | Mesi        | Mesi        | Mesi        | Mesi        | Mesi        | Mesi        | Stagioni | Stagioni | Stagioni | Stagioni | Anno    |
| Bergamo Orio al Serio (1971-2000) | Gen          | Feb          | Mar         | Apr         | Mag         | Giu         | Lug         | Ago         | Set         | Ott         | Nov         | Dic         | Inv      | Pri      | Est      | Aut      | Anno    |
| --------------------------------- | ------------ | ------------ | ----------- | ----------- | ----------- | ----------- | ----------- | ----------- | ----------- | ----------- | ----------- | ----------- | -------- | -------- | -------- | -------- | ------- |
| T. max. media (°C)                | 6,6          | 8,6          | 13,0        | 16,4        | 21,4        | 25,3        | 28,3        | 27,8        | 23,4        | 17,6        | 11,1        | 7,2         | 7,5      | 16,9     | 27,1     | 17,4     | 17,2    |
| T. min. media (°C)                | −1,1         | 0,1          | 3,3         | 6,3         | 11,0        | 14,5        | 17,3        | 17,3        | 13,8        | 9,0         | 3,4         | −0,3        | −0,4     | 6,9      | 16,4     | 8,7      | 7,9     |
| T. max. assoluta (°C)             | 20,3 (1974)  | 22,7 (1990)  | 25,3 (1997) | 25,2 (1975) | 30,4 (1986) | 34,2 (1996) | 39,0 (1983) | 36,2 (1998) | 30,9 (1987) | 29,0 (1997) | 19,3 (1984) | 17,7 (1979) | 22,7     | 30,4     | 39,0     | 30,9     | 39,0    |
| T. min. assoluta (°C)             | −15,0 (1985) | −11,8 (1991) | −7,6 (1971) | −3,6 (1973) | 1,7 (1976)  | 5,0 (1986)  | 10,5 (1975) | 8,7 (1995)  | 5,1 (1972)  | −1,7 (1997) | −7,0 (1989) | −9,2 (1973) | −15,0    | −7,6     | 5,0      | −7,0     | −15,0   |
| Giorni di calura (Tmax ≥ 30 °C)   | 0            | 0            | 0           | 0           | 0           | 3           | 10          | 9           | 0           | 0           | 0           | 0           | 0        | 0        | 22       | 0        | 22      |
| Giorni di gelo (Tmin ≤ 0 °C)      | 20           | 14           | 5           | 1           | 0           | 0           | 0           | 0           | 0           | 0           | 5           | 16          | 50       | 6        | 0        | 5        | 61      |
| Precipitazioni (mm)               | 66,1         | 54,0         | 71,5        | 87,4        | 122,5       | 121,2       | 91,9        | 100,3       | 114,3       | 121,5       | 87,5        | 64,4        | 184,5    | 281,4    | 313,4    | 323,3    | 1 102,6 |
| Giorni di pioggia                 | 7            | 5            | 7           | 9           | 11          | 9           | 6           | 7           | 7           | 8           | 7           | 7           | 19       | 27       | 22       | 22       | 90      |
| Giorni di nebbia                  | 14           | 7            | 2           | 1           | 1           | 0           | 0           | 0           | 0           | 3           | 9           | 11          | 32       | 4        | 0        | 12       | 48      |
| Umidità relativa media (%)        | 75           | 71           | 67          | 69          | 68          | 68          | 68          | 68          | 70          | 75          | 77          | 78          | 74,7     | 68       | 68       | 74       | 71,2    |

### Dati climatologici 1961-1990
In base alla media trentennale di riferimento 1961-1990, ancora in uso per l'Organizzazione meteorologica mondiale e definita Climate Normal (CLINO), la temperatura media del mese più freddo, gennaio, si attesta a +1,8 °C; quella del mese più caldo, luglio, è di +22,4 °C. Nel medesimo trentennio, la temperatura minima assoluta ha toccato i -15,0 °C nel gennaio 1985 (media delle minime assolute annue di -8,6 °C), mentre la massima assoluta ha fatto registrare i +39,0 °C nel luglio 1983 (media delle massime assolute annue di +32,7 °C).
La nuvolosità media annua si attesta a 4,2 okta giornalieri, con minimo di 3,3 okta giornalieri in luglio e massimo di 4,7 okta giornalieri a novembre.
Le precipitazioni medie annue sono superiori ai 1100 mm e presentano un picco estivo ed autunnale e minimo relativo invernale.
L'umidità relativa media annua fa registrare il valore di 71,6% con minimi di 67% a maggio, a giugno e a luglio e massimo di 79% a dicembre.
| Bergamo Orio al Serio (1961-1990) | Mesi         | Mesi        | Mesi        | Mesi        | Mesi        | Mesi        | Mesi        | Mesi        | Mesi        | Mesi        | Mesi        | Mesi         | Stagioni | Stagioni | Stagioni | Stagioni | Anno    |
| Bergamo Orio al Serio (1961-1990) | Gen          | Feb         | Mar         | Apr         | Mag         | Giu         | Lug         | Ago         | Set         | Ott         | Nov         | Dic          | Inv      | Pri      | Est      | Aut      | Anno    |
| --------------------------------- | ------------ | ----------- | ----------- | ----------- | ----------- | ----------- | ----------- | ----------- | ----------- | ----------- | ----------- | ------------ | -------- | -------- | -------- | -------- | ------- |
| T. max. media (°C)                | 5,5          | 7,9         | 12,1        | 16,3        | 20,9        | 25,0        | 27,7        | 26,7        | 23,3        | 17,5        | 10,7        | 6,3          | 6,6      | 16,4     | 26,5     | 17,2     | 16,7    |
| T. min. media (°C)                | −1,9         | 0,1         | 3,2         | 6,5         | 10,7        | 14,4        | 17,0        | 16,6        | 13,8        | 9,0         | 3,5         | −1,1         | −1,0     | 6,8      | 16,0     | 8,8      | 7,7     |
| T. max. assoluta (°C)             | 20,3 (1974)  | 22,7 (1990) | 23,2 (1990) | 26,3 (1968) | 30,4 (1986) | 33,0 (1965) | 39,0 (1983) | 34,9 (1988) | 32,4 (1970) | 26,4 (1986) | 20,4 (1968) | 18,9 (1967)  | 22,7     | 30,4     | 39,0     | 32,4     | 39,0    |
| T. min. assoluta (°C)             | −15,0 (1985) | −9,9 (1963) | −7,6 (1971) | −3,6 (1973) | 1,7 (1976)  | 5,0 (1986)  | 9,2 (1970)  | 8,0 (1963)  | 5,1 (1972)  | −0,5 (1974) | −7,0 (1989) | −12,4 (1963) | −15,0    | −7,6     | 5,0      | −7,0     | −15,0   |
| Nuvolosità (okta al giorno)       | 4,6          | 4,4         | 4,4         | 4,5         | 4,5         | 4,1         | 3,3         | 3,5         | 3,6         | 3,9         | 4,7         | 4,4          | 4,5      | 4,5      | 3,6      | 4,1      | 4,2     |
| Precipitazioni (mm)               | 71,0         | 64,3        | 83,0        | 89,4        | 127,1       | 112,6       | 110,1       | 129,2       | 94,2        | 108,6       | 110,6       | 55,5         | 190,8    | 299,5    | 351,9    | 313,4    | 1 155,6 |
| Giorni di pioggia                 | 7            | 7           | 8           | 9           | 11          | 9           | 7           | 8           | 6           | 7           | 9           | 6            | 20       | 28       | 24       | 22       | 94      |
| Umidità relativa media (%)        | 75           | 75          | 68          | 69          | 67          | 67          | 67          | 68          | 71          | 75          | 78          | 79           | 76,3     | 68       | 67,3     | 74,7     | 71,6    |

## Valori estremi

### Temperature estreme mensili dal 1946 ad oggi
Nella tabella sottostante sono riportati i valori delle temperature estreme mensili dal 1946 ad oggi, con il relativo anno in cui sono state registrate. Nel periodo esaminato, la temperatura minima assoluta ha toccato i -20,1 °C nel febbraio 1956, mentre la massima assoluta ha raggiunto i +39,0 °C nel luglio 1983.
| Bergamo Orio al Serio (1946-2023) | Mesi         | Mesi         | Mesi        | Mesi        | Mesi        | Mesi        | Mesi        | Mesi        | Mesi        | Mesi        | Mesi        | Mesi         | Stagioni | Stagioni | Stagioni | Stagioni | Anno  |
| Bergamo Orio al Serio (1946-2023) | Gen          | Feb          | Mar         | Apr         | Mag         | Giu         | Lug         | Ago         | Set         | Ott         | Nov         | Dic          | Inv      | Pri      | Est      | Aut      | Anno  |
| --------------------------------- | ------------ | ------------ | ----------- | ----------- | ----------- | ----------- | ----------- | ----------- | ----------- | ----------- | ----------- | ------------ | -------- | -------- | -------- | -------- | ----- |
| T. max. assoluta (°C)             | 21,9 (2007)  | 22,7 (1990)  | 27,1 (2002) | 31,9 (2011) | 35,5 (2009) | 36,6 (2019) | 39,0 (1983) | 37,9 (2003) | 34,1 (2024) | 30,4 (2018) | 23,0 (2004) | 19,4 (2023)  | 22,7     | 35,5     | 39,0     | 34,1     | 39,0  |
| T. min. assoluta (°C)             | −15,0 (1985) | −20,1 (1956) | −7,7 (2005) | −3,6 (1973) | 1,7 (1976)  | 4,2 (1953)  | 8,9 (1954)  | 8,4 (1963)  | 5,1 (1972)  | −1,7 (1997) | −7,0 (1989) | −12,4 (1963) | −20,1    | −7,7     | 4,2      | −7,0     | −20,1 |